# 초저주파

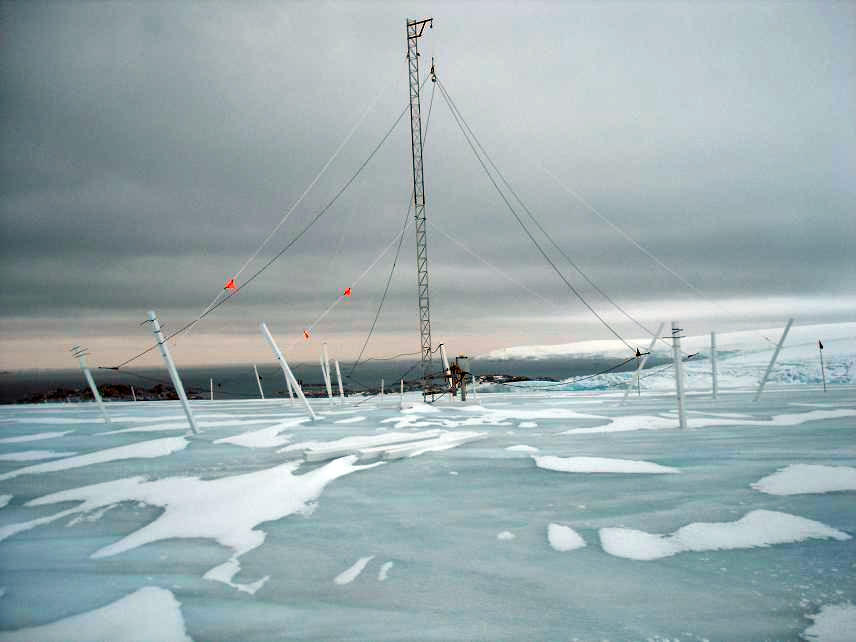
스탠퍼드 대학교에서 운영하는 남극 팔머 기지의 VLF 수신 안테나

초저주파 (超低周波, very low frequency, VLF)는 ITU에서 지정한 무선 주파수 (RF) 범위로, 3–30 kHz에 해당하며 각각 100에서 10 km의 파장에 해당한다. 이 대역은 파장이 1에서 10 미리아미터(10 킬로미터와 같은 구식 미터법 단위) 범위에 있기 때문에 미리아미터 대역 또는 미리아미터파로도 알려져 있다. 제한된 대역폭 때문에 이 대역에서는 음성 (음성) 전송이 매우 비실용적이며, 따라서 저-데이터 전송률 부호화 신호만 사용된다. VLF 대역은 몇몇 전파항법 서비스, 정부 시보 방송국 (라디오 시계를 맞추기 위한 시보 방송) 및 안전한 군사 통신에 사용된다. VLF 파는 해수에 최소 40 미터 (130 ft) 깊이까지 침투할 수 있으므로, 잠수함과의 군사 통신에 사용된다.

## 전파 특성
긴 파장 때문에 VLF 전파는 큰 장애물 주변으로 회절할 수 있어 산맥에 의해 차단되지 않으며, 지구의 곡률을 따라 지표파로 전파될 수 있어 지평선에 의해 제한되지 않는다. 지표파는 지구의 저항에 의해 흡수되며 수백에서 수천 킬로미터/마일을 넘어서는 중요성이 줄어들고, 장거리 전파의 주요 모드는 지구-전리층 도파관 메커니즘이다. 지구는 전리층 바닥의 상부 대기권에 60–90 km (37–56 mi) 고도에 위치한 D층이라는 전도성 전자와 이온 층으로 둘러싸여 있으며, 이 층이 VLF 전파를 반사한다. 전도성 전리층과 전도성 지구는 VLF 파장 몇 배 높이의 수평 "도관"을 형성하며, 이는 파가 우주로 탈출하지 못하도록 가두는 도파관 역할을 한다. 파는 횡자기 모드로 지구와 전리층에 번갈아 반사되며 지그재그 경로로 지구를 따라 이동한다.
VLF 파는 1,000 km당 2–3 dB의 매우 낮은 경로 감쇠를 가지며, 고주파에서 발생하는 "페이딩"이 거의 없다. 이는 VLF 파가 전리층 바닥에서 반사되는 반면, 고주파 단파 신호는 전리층의 높은 층인 F1층과 F2층에서 굴절 과정을 통해 지구로 되돌아오고, 대부분의 경로를 전리층에서 보내기 때문에 이온화 기울기와 난류에 훨씬 더 많은 영향을 받기 때문이다. 따라서 VLF 전송은 매우 안정적이고 신뢰할 수 있으며, 장거리 통신에 사용된다. 5,000–20,000 km의 전파 거리가 실현되었다. 그러나 대기 잡음 ("스페릭스")이 대역에서 높으며, 번개로 인한 "휘슬러"와 같은 현상도 포함된다.
- VLF 파는 사용되는 주파수와 물의 염도에 따라 최소 10–40 미터 (33–131 피트) 깊이까지 바닷물에 침투할 수 있으므로 잠수함과 통신하는 데 사용된다.
- 특정 주파수의 VLF 파는 전자 침전을 유발하는 것으로 밝혀졌다.
- 잠수함과 통신하는 데 사용되는 VLF 파는 고에너지 방사선 입자와의 상호작용을 통해 태양 플레어와 코로나 질량 방출로부터 지구를 보호할 수 있는 인공적인 거품을 지구 주위에 만들었다.[5]

## 안테나

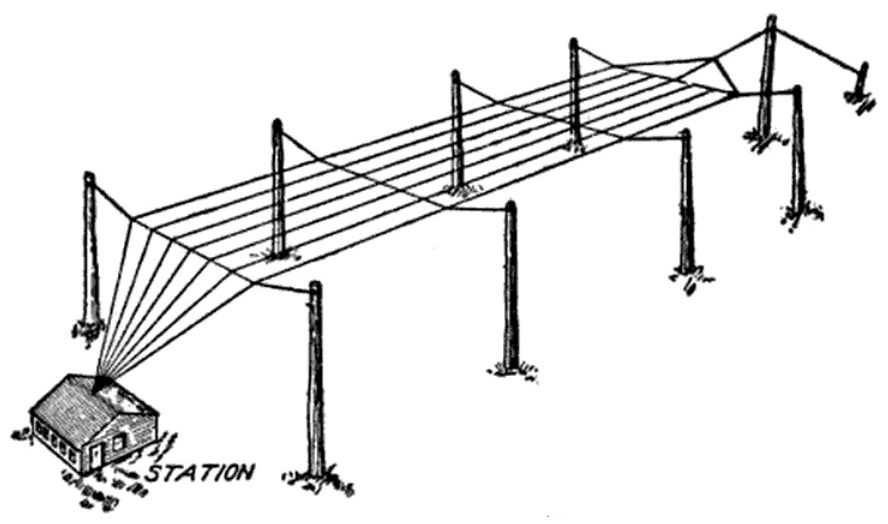
또 다른 일반적인 VLF 송신 안테나인 "트리아틱" 또는 "플랫톱" 안테나. 이는 각각 상단에 평행한 수평 용량성 상단 부하 와이어가 연결된 수직 방사선 와이어로 구성되며, 이 와이어는 높은 타워에 의해 지지되어 최대 1킬로미터까지 뻗어 있다. 수평 와이어를 매달고 있는 가로 지지 케이블을 "트리아틱"이라고 한다.

VLF 대역의 주요 실용적인 단점은 파장의 길이 때문에 완전한 크기의 공진 안테나 (반파장 다이폴 또는 4분의 1파장 모노폴 안테나)를 물리적 높이 때문에 만들 수 없다는 것이다.(pp. 14) VLF 파는 수직 편파로 전파되므로 수직 안테나를 사용해야 하지만, 30 kHz (10 km 파장)에서 4분의 1파장 수직 안테나는 2.5 킬로미터 (8,200 피트) 높이가 될 것이다. 따라서 실제 송신 안테나는 전기적으로 짧아, 자체 공진하는 길이의 작은 부분에 불과하다.(pp.  24.5–24.6) 낮은 방사 저항 (종종 1옴 미만) 때문에 효율이 낮아, 송신기 전력의 최대 10%에서 50%만 방사하고,(p. 14) 나머지 전력은 안테나/접지 시스템 저항에서 소모된다. 장거리 통신을 위해서는 매우 높은 출력의 송신기 (~1 메가와트)가 필요하므로 안테나의 효율은 중요한 요소이다.

### VLF 송신 안테나
고출력 VLF 송신국은 용량성 상단 부하 모노폴 안테나를 사용한다. 이들은 최대 몇 킬로미터 길이의 매우 큰 와이어 안테나이다.(pp.  3.9–3.21)(pp.  24.8–24.12) 이들은 일련의 강철 무선 마스트로 구성되며, 상단에 케이블 네트워크로 연결되어 있으며, 종종 우산이나 빨랫줄과 같은 모양을 이룬다.(p. p.14) 타워 자체나 수직 와이어가 모노폴 방사체 역할을 하며, 수평 케이블은 수직 와이어의 전류를 증가시켜 방사 전력과 안테나 효율을 높이는 용량성 상단 부하를 형성한다. 고출력 송신국은 "델타" 및 "트라이데코" 안테나, 또는 다중 와이어 플랫톱 (트리아틱) 안테나와 같은 우산형 안테나의 변형을 사용한다.(pp. p.129–162) 저출력 송신기에는 역L형 및 T 안테나가 사용된다.
낮은 방사 저항 때문에 접지에서 소모되는 전력을 최소화하기 위해 안테나 아래에 묻힌 구리선 방사형 네트워크로 구성된 극히 낮은 저항의 접지 (접지) 시스템이 필요하다. 토양의 유전 손실을 최소화하기 위해 접지 도체는 지표면에 몇 인치 깊이로 얕게 묻히며, 안테나 근처의 지표면은 때때로 구리 접지 스크린으로 보호된다. 카운터포이즈 시스템도 사용되었는데, 이는 안테나 아래 지표면에서 몇 피트 위에 지지되는 구리 케이블의 방사형 네트워크로 구성된다.
안테나의 용량성 리액턴스를 상쇄하여 공명시키기 위해 안테나 급전점에 큰 부하 코일이 필요하다. VLF에서는 이 코일의 설계가 어렵다. 동작 RF 주파수에서 낮은 저항을 가져야 하고, 높은 Q를 가져야 하며, 매우 높은 전류를 처리해야 하고, 안테나의 극도로 높은 전압을 견뎌야 한다. 이들은 일반적으로 비전도성 프레임에 감긴 높이 2~4미터의 거대한 공심 코일이며, 수천 개의 절연된 미세 와이어 가닥을 엮어 만든 직경 몇 센티미터의 두꺼운 리츠선을 사용하여 RF 저항을 줄인다.(p. p.95)
안테나-부하 코일 조합의 높은 정전 용량과 인덕턴스, 낮은 저항은 이를 전기적으로 높은 Q 동조 회로처럼 작동하게 한다. VLF 안테나는 매우 좁은 대역폭을 가지며, 송신 주파수를 변경하려면 안테나를 동조시키기 위한 가변 유도자 (바리오미터)가 필요하다. 고출력 송신기에 사용되는 대형 VLF 안테나는 일반적으로 50–100 헤르츠의 대역폭만 가진다. 높은 Q는 안테나에 매우 높은 전압 (최대 250 kV)을 유발하며(p. p.58) 매우 좋은 절연이 필요하다.(p. p.14,19) 대형 VLF 안테나는 일반적으로 '전압 제한' 모드로 작동한다. 즉, 송신기의 최대 출력은 안테나가 공기 파괴, 코로나 방전, 그리고 안테나에서의 아크 발생 없이 수용할 수 있는 전압에 의해 제한된다.

### 동적 안테나 튜닝
대형 용량성 부하 VLF 안테나의 대역폭은 너무 좁아서(50~100Hz) FSK 및 MSK 변조의 작은 주파수 이동조차도 대역폭을 초과하여 안테나를 공명에서 벗어나게 하여 안테나가 일부 전력을 급전선으로 반사하게 할 수 있다. 전통적인 해결책은 안테나에 "대역폭 저항기"를 사용하여 Q를 줄이고 대역폭을 늘리는 것이지만, 이는 또한 전력 출력을 감소시킨다. 일부 군용 VLF 송신기에서 사용되는 최근 대안은 변조와 함께 안테나의 공진 주파수를 두 출력 주파수 사이에서 동적으로 이동시키는 회로이다.(p.  24.7)(p.  3.36) 이는 안테나 부하 코일과 직렬로 연결된 포화 리액터를 통해 이루어진다. 이것은 강자성체 코어 유도자이며, DC 전류가 흐르는 두 번째 제어 권선이 있어 코어를 자화시켜 투자율을 변경하여 인덕턴스를 제어한다. 키잉 데이터 스트림은 제어 권선에 적용된다. 따라서 송신기의 주파수가 '1'과 '0' 주파수 사이에서 전환될 때, 포화 리액터는 안테나 공진 회로의 인덕턴스를 변경하여 안테나 공진 주파수가 송신기의 주파수를 따르도록 한다.

### VLF 수신 안테나
수신 안테나에 대한 요구 사항은 대역 내의 높은 수준의 자연적인 대기 잡음 때문에 덜 엄격하다. VLF 주파수에서는 대기 전파 잡음이 수신기 회로에서 발생하는 수신기 잡음보다 훨씬 높으며, 수신기 신호 대 잡음비를 결정한다. 따라서 작고 비효율적인 수신 안테나를 사용할 수 있으며, 안테나에서 나오는 낮은 전압 신호는 상당한 잡음 없이 수신기에서 단순히 증폭될 수 있다. 페라이트 루프 안테나는 일반적으로 수신용으로 사용된다.

## 변조
대역의 작은 대역폭과 사용되는 안테나의 극히 좁은 대역폭 때문에 오디오 신호 (AM 또는 FM 무선전화)를 전송하는 것은 비실용적이다. 10 kHz의 대역폭을 가진 일반적인 AM 무선 신호는 VLF 대역의 3분의 1을 차지할 것이다. 더 중요한 것은, 츄-해링턴 한계로 인해 현재 VLF 안테나 대역폭의 100배가 넘는 안테나가 필요하므로 크기가 엄청나게 커져 어떤 거리로든 전송하기 어려울 것이다. 따라서 낮은 비트 전송률로 텍스트 데이터만 전송할 수 있다. 군사 네트워크에서는 주파수 편이 변조 (FSK)를 사용하여 5비트 ITA2 또는 8비트 ASCII 문자 코드를 사용하는 무선전신 데이터를 전송한다. 안테나의 작은 대역폭 때문에 30–50 헤르츠의 작은 주파수 편이가 사용된다.
고출력 VLF 송신기에서는 허용 가능한 데이터 전송률을 높이기 위해 특수 형태의 FSK인 최소 편이 방식 (MSK)이 사용된다. 이는 안테나의 높은 Q 때문에 필요하다.(pp.  3.2–3.4, §3.1.1) 거대한 용량성 부하 안테나와 부하 코일은 높은 Q 동조 회로를 형성하여 진동하는 전기 에너지를 저장한다. 대형 VLF 안테나의 Q는 일반적으로 200을 초과한다. 이는 안테나가 송신기 전류의 단일 주기에서 공급되거나 방사되는 에너지보다 훨씬 더 많은 에너지 (200배)를 저장한다는 것을 의미한다. 에너지는 상단 부하와 접지 시스템에 정전 에너지로, 수직 와이어와 부하 코일에 자기 에너지로 번갈아 저장된다. VLF 안테나는 일반적으로 '전압 제한' 모드로 작동하며, 안테나의 전압이 절연체가 견딜 수 있는 한계에 가까워 아크 발생이나 기타 절연 문제가 없이 송신기에서 전압이나 전류의 급격한 변화를 견디지 못한다. 아래에 설명된 바와 같이, MSK는 안테나에 전압 스파이크를 발생시키지 않고 더 높은 데이터 전송률로 전송된 파동을 변조할 수 있다.
VLF 송신기에서 사용되는 세 가지 변조 유형은 다음과 같다.
연속파 (CW), 간헐 연속파 (ICW), 또는 온-오프 키잉무변조 반송파를 이용한 모스 부호 무선 전신 전송. 반송파는 켜지고 꺼지며, 반송파 켜짐은 모스 부호 "점"과 "선"을 나타내고 반송파 꺼짐은 공백을 나타낸다. 가장 간단하고 초기 형태의 무선 데이터 전송으로, 20세기 초부터 1960년대까지 상업 및 군용 VLF 기지에서 사용되었다. 높은 안테나 Q 때문에 반송파를 갑자기 켜고 끌 수 없으며, 반송파가 켜질 때 안테나에 진동 에너지를 축적하고 반송파가 꺼질 때 저장된 에너지를 소산하는 데 긴 시간 상수, 즉 많은 주기가 필요하다. 이는 전송할 수 있는 데이터 속도를 분당 15-20단어로 제한한다. CW는 현재 소형 수동 키 송신기에서만 사용되며, 대형 송신기를 테스트하는 데 사용된다.
주파수 편이 변조 (FSK)FSK는 CW 다음으로 두 번째로 오래되고 두 번째로 간단한 디지털 무선 데이터 변조 형태이다. FSK의 경우, 반송파는 두 주파수 사이에서 전환되는데, 하나는 이진 숫자 '1'을 나타내고 다른 하나는 이진 '0'을 나타낸다. 예를 들어, 9070 Hz의 주파수는 '1'을 나타내는 데 사용될 수 있고, 9020 Hz의 주파수는 50 Hz 낮아 '0'을 나타내는 데 사용될 수 있다. 두 주파수는 연속적으로 작동하는 주파수 신시사이저에 의해 생성된다. 송신기는 메시지의 문자에 대한 8비트 ASCII 코드를 나타내기 위해 이러한 주파수 사이를 주기적으로 전환한다. VLF에서의 문제는 주파수가 전환될 때 두 사인파가 일반적으로 다른 위상을 가지며, 이는 갑작스러운 위상 이동 과도 현상을 유발하여 안테나에 아크를 발생시킬 수 있다는 것이다. 아크 발생을 피하기 위해 FSK는 50–75 비트/초의 느린 속도로만 사용할 수 있다.
최소 편이 방식 (MSK)작은 대역폭을 위해 특별히 설계된 연속 위상 변조 버전 FSK로, 1970년대 해군 VLF 기지에서 데이터 전송률을 높이기 위해 채택되었으며 현재 군용 VLF 송신기에서 사용되는 표준 모드이다. '1'과 '0'을 나타내는 두 주파수가 50 Hz 떨어져 있다면, 군용 VLF 기지에서 사용되는 표준 주파수 편이에서 이들의 위상은 20 ms마다 일치한다. MSK에서는 송신기의 주파수가 두 사인파가 같은 위상을 가질 때만 전환되는데, 즉 두 사인파가 같은 방향으로 영점을 통과하는 지점에서 전환된다. 이는 파동 간에 부드러운 연속적인 전환을 생성하여 안테나에 스트레스와 아크를 유발할 수 있는 과도 현상을 방지한다. MSK는 최대 300 비트/초, 또는 초당 약 35개 ASCII 문자 (각 8비트), 분당 약 450단어의 데이터 전송률로 사용할 수 있다.

## 적용 분야

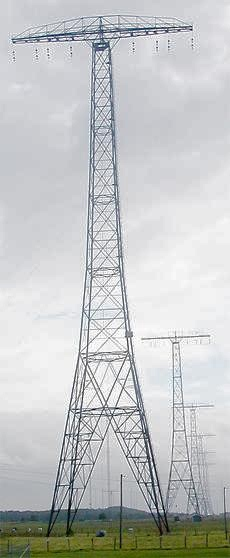
스웨덴 바르베리 인근 그리메톤 VLF 송신기의 플랫톱 안테나 타워

### 초기 무선 전신
역사적으로 이 대역은 1905년에서 1925년 사이의 무선 전신 시대에 장거리 해양 무선 통신에 사용되었다. 국가들은 다른 나라, 식민지, 해군 함대와 통신하기 위해 모스 부호로 텍스트 정보를 전송하는 고출력 LF 및 VLF 무선 전신 기지 네트워크를 구축했다. 20 kHz부터 이 대역 내에서 진폭 변조 및 단측파대 변조를 사용하여 무선 전화기를 시도하려는 초기 시도가 있었지만, 사용 가능한 대역폭이 측파대를 포함하기에 불충분하여 결과가 만족스럽지 못했다.
1920년대에 공중파 (스킵) 무선 전파 방식의 발견으로 저출력 송신기가 고주파에서 작동하여 전리층의 이온화된 원자 층에서 전파를 반사하여 유사한 거리에서 통신할 수 있게 되었고, 장거리 무선 통신 기지들은 단파 주파수로 전환되었다. 스웨덴 바르베리 근처 그리메톤에 있는 그리메톤 VLF 송신기는 그 시대에 보존된 몇 안 되는 송신기 중 하나로, 알렉산더슨의 날과 같은 특정 시간에 일반인에게 공개된다.

### 항법 비콘 및 시보
긴 전파 거리와 안정적인 위상 특성 때문에 20세기 동안 VLF 대역은 고정 VLF 항법 비콘 송신기에서 수신된 전파의 위상을 비교하여 선박과 항공기가 지리적 위치를 결정할 수 있게 해주는 장거리 쌍곡선 항법 시스템에 사용되었다.
전 세계적인 오메가 시스템은 10에서 14 kHz의 주파수를 사용했으며, 러시아의 알파도 마찬가지였다.
VLF는 표준 시각 및 주파수 신호 방송에도 사용되었다. 미국에서는 시보 방송국 WWVL이 1963년 8월 20 kHz에서 500 W 신호를 송신하기 시작했다. 이 방송국은 주파수 편이 변조 (FSK)를 사용하여 20 kHz와 26 kHz 사이를 전환하며 데이터를 전송했다. WWVL 서비스는 1972년 7월에 중단되었다.

### 지구물리학 및 대기 측정
VLF 대역의 자연적으로 발생하는 신호는 지구물리학자들이 장거리 번개 위치 파악과 오로라와 같은 대기 현상 연구에 사용한다. 휘슬러 측정은 자기권의 물리적 특성을 추론하는 데 사용된다.
지구물리학자들은 VLF-전자기 수신기를 사용하여 지구 표면 근처의 전도도를 측정한다.
VLF 신호는 전도성 지질 단위에서 2차 반응을 유도하는 전송 전류에 의존하는 지구물리학적 전자기 탐사로 측정될 수 있다. VLF 이상은 지하의 전도성 물질 위에 있는 전자기 벡터의 자세 변화를 나타낸다.

### 광산 통신 시스템
VLF는 흙과 암석을 어느 정도 통과할 수 있으므로, 이 주파수는 지중 광산 통신 시스템에도 사용된다.

### 군사 통신
강력한 VLF 송신기는 군대에서 전 세계에 주둔한 병력과 통신하는 데 사용된다. VLF 주파수의 장점은 장거리, 높은 신뢰성, 그리고 핵전쟁 시 VLF 통신이 고주파 통신보다 핵폭발에 덜 방해받을 것이라는 예측이다. VLF는 해수를 통과할 수 있으므로 군대에서 수면 근처의 잠수함과의 통신에 사용되며, ELF 주파수는 깊이 잠수한 잠수함에 사용된다.
해군 VLF 송신기의 예시는 다음과 같다.
- 영국의 컴브리아주 스켈턴에 있는 스켈턴 송신소
- 독일 라우더페인에 있는 DHO38은 23.4 kHz에서 800 kW의 출력으로 송신한다.
- 미국 워싱턴주 오소에 있는 짐 크릭 해군 무선국은 24.8 kHz에서 1.2 MW의 출력으로 송신한다.
- 미국 메인주 커틀러에 있는 커틀러 해군 무선국은 24 kHz에서 1.8 MW의 출력으로 송신한다.

2004년부터 미국 해군은 ELF 전송을 중단했으며, VLF 통신 개선으로 인해 ELF 전송이 불필요해졌다고 밝혔다. 따라서 잠수함이 운용 깊이에서도 VLF 전송을 수신할 수 있도록 하는 기술을 개발했을 수도 있다.
잠수함을 운용하는 국가들의 고출력 지상 및 항공 송신기는 수천 마일 떨어진 곳에서도 수신할 수 있는 신호를 보낸다. 송신소는 일반적으로 넓은 지역 (수십 에이커 또는 제곱 킬로미터)을 차지하며, 송신 전력은 20 kW에서 2,000 kW에 이른다. 잠수함은 지상 및 항공 송신기로부터 수면 바로 아래에 떠 있는 견인 안테나 (부력 케이블 배열 안테나 (BCAA) 등)를 사용하여 신호를 수신한다.
현대 수신기는 정교한 디지털 신호 처리 기술을 사용하여 대기 잡음 (주로 전 세계의 번개로 인해 발생) 및 인접 채널 신호의 영향을 제거하여 유용한 수신 범위를 확장한다. 미국 공군의 전략 핵폭격기는 강화된 핵 탄력 작전의 일환으로 VLF 신호를 수신한다.
두 가지 대체 문자 세트를 사용할 수 있다: 5비트 ITA2 또는 8비트 ASCII. 이러한 송신은 군사 목적이므로 보안상의 이유로 거의 항상 암호화된다. 송신을 수신하고 문자열로 변환하는 것은 비교적 쉽지만, 적은 암호화된 메시지를 해독할 수 없다. 군사 통신은 텍스트 양이 매우 적으므로 일반적으로 깨지지 않는 원 타임 패드 암호를 사용한다.

## 아마추어 용도
8.3 kHz 미만의 주파수 범위는 국제전기통신연합에 의해 할당되지 않았으며 일부 국가에서는 라이선스 없이 사용할 수 있다.
일부 국가의 아마추어 무선사들은 8.3 kHz 미만의 주파수에서 작동할 수 있는 허가를 받았거나 (또는 허가를 가정하고) 작동해 왔다.
운영은 주로 8.27 kHz, 6.47 kHz, 5.17 kHz, 그리고 2.97 kHz 주변 주파수에 집중되는 경향이 있다. 전송은 일반적으로 1시간에서 며칠까지 지속되며, 이러한 장시간 일관된 감지 및 디코딩을 지원하려면 수신기와 송신기 모두 GPS 동기 발진기 또는 루비듐 표준과 같은 안정적인 기준에 주파수가 고정되어야 한다.

### 아마추어 장비
아마추어 방송국의 방사 전력은 매우 작으며, 고정 기지국 안테나의 경우 1 μW에서 100 μW, 연 또는 풍선 안테나의 경우 최대 10 mW이다. 낮은 전력에도 불구하고, 지구-전리층 공동에서의 낮은 감쇠를 가진 안정적인 전파는 매우 좁은 대역폭을 사용하여 수천 킬로미터까지 도달할 수 있게 한다. 사용되는 모드는 QRSS, MFSK, 그리고 코히어런트 BPSK이다.
송신기는 일반적으로 수백 와트의 오디오 증폭기, 임피던스 정합 변압기, 부하 코일 및 대형 와이어 안테나로 구성된다. 수신기는 전기장 프로브 또는 자기 루프 안테나, 고감도 오디오 프리앰프, 절연 변압기, 그리고 신호를 디지털화하기 위한 PC 사운드 카드를 사용한다. 전력선 고조파 및 VLF 무선 대기 잡음으로 인한 간섭 아래에서 약한 신호를 검색하기 위해 광범위한 디지털 신호 처리가 필요하다. 유용한 수신 신호 강도는 3×10−8 볼트/미터(전기장) 및 1×10−16 테슬라(자기장)만큼 낮으며, 신호 전송률은 일반적으로 시간당 1에서 100 비트 사이이다.

### PC 기반 수신

작은 루프 안테나와 사운드 카드를 사용하여 수집한 18.1 kHz VLF 주파수 편이 키잉 신호의 타이밍 다이어그램. 모스 부호는 "..33376.."을 나타내고, 수직 줄무늬는 멀리 떨어진 번개이다.

VLF 신호는 종종 개인용 컴퓨터 (PC)를 기반으로 한 간단한 수제 VLF 무선 수신기를 사용하여 아마추어 무선사들에 의해 모니터링된다. 절연 전선 코일 형태의 안테나는 PC의 사운드 카드 입력에 (잭 플러그를 통해) 연결되어 PC에서 몇 미터 떨어진 곳에 배치된다. 고속 푸리에 변환 (FFT) 소프트웨어는 사운드 카드와 결합하여 나이퀴스트 진동수 아래의 모든 주파수를 스펙트로그램 형태로 동시에 수신할 수 있게 한다.
CRT 모니터는 VLF 범위에서 강력한 잡음원CRT 텔레비전이므로, 스펙트로그램을 기록할 때는 PC CRT 모니터를 끄는 것이 좋다. 이러한 스펙트로그램은 VLF 송신기 및 TV 수상기의 수평 전자빔 편향을 포함한 많은 신호를 보여준다. 수신되는 신호의 강도는 급격한 전리층 교란에 따라 달라질 수 있다. 이러한 교란은 전리층의 이온화 수준을 증가시켜 수신된 VLF 신호의 진폭과 위상에 급격한 변화를 초래한다.

## VLF 송신 목록
더 자세한 목록은 VLF 송신기 목록을 참조하십시오.
| 호출부호                      | 주파수       | 송신기 위치                                | 비고                                           |
| ----------------------------- | ------------ | ------------------------------------------ | ---------------------------------------------- |
| —                             | 11.905 kHz   | 러시아 내 여러 위치                        | 알파-항법                                      |
| —                             | 12.649 kHz   | 러시아 내 여러 위치                        | 알파-항법                                      |
| —                             | 14.881 kHz   | 러시아 내 여러 위치                        | 알파-항법                                      |
| HWU                           | 15.1 kHz     | 로스네이 (프랑스)                          | 400 kW                                         |
| —                             | 15.625 kHz   | —                                          | CRT 텔레비전의 전자 빔 수평 편향 주파수 (576i) |
| —                             | 15.734 kHz   | —                                          | CRT 텔레비전의 전자 빔 수평 편향 주파수 (480i) |
| JXN                           | 16.4 kHz     | 길데스콜 자치체 (노르웨이)                 |                                                |
| SAQ                           | 17.2 kHz     | 그리메톤 (스웨덴)                          | 특별한 경우에만 활성화됨 (알렉산더슨의 날)     |
| NAA                           | 17.8 kHz     | 메인주 커틀러의 VLF 기지 (NAA) (미국)      |                                                |
| RDL UPD UFQE UPP UPD8         | 18.1 kHz     | 마토치킨 샤르를 포함한 러시아 내 여러 위치 |                                                |
| HWU                           | 18.3 kHz     | 르블랑 (프랑스)                            | 장기간 비활성 상태인 경우가 많음               |
| RKS                           | 18.9 kHz     | 러시아 내 여러 위치                        | 거의 활성화되지 않음                           |
| GQD                           | 19.6 kHz     | 앤쏜 (영국)                                | 다양한 운용 모드.                              |
| NWC                           | 19.8 kHz     | 엑스머스, 웨스턴 오스트레일리아 (호주)     | 잠수함 통신에 사용, 1 메가와트.                |
| ICV                           | 20.27 kHz    | 타볼라라 섬 (이탈리아)                     |                                                |
| RJH63 RJH66 RJH69 RJH77 RJH99 | 20.5 kHz     | 러시아 내 여러 위치                        | 시보 송신기 베타                               |
| ICV                           | 20.76 kHz    | 타볼라라 (이탈리아)                        |                                                |
| HWU                           | 20.9 kHz     | 생아시스 (프랑스)                          |                                                |
| RDL                           | 21.1 kHz     | 러시아 내 여러 위치                        | 거의 활성화되지 않음                           |
| NPM                           | 21.4 kHz     | 하와이 (미국)                              |                                                |
| HWU                           | 21.75 kHz    | 로스네이 (프랑스)                          |                                                |
| GZQ                           | 22.1 kHz     | 스켈턴 (영국)                              |                                                |
| JJI                           | 22.2 kHz     | 에비노 (일본)                              |                                                |
| RJH63 RJH66 RJH69 RJH77 RJH99 | 23 kHz       | 러시아 내 여러 위치                        | 시보 송신기 베타                               |
| DHO38                         | 23.4 kHz     | 라우더페인 근처 (독일)                     | 잠수함 통신                                    |
| NAA                           | 24 kHz       | 메인주 커틀러 (미국)                       | 잠수함 통신에 사용, 2 메가와트                 |
| NLK                           | 24.6 kHz     | 오소, 워싱턴주 (미국)                      | 192 kW                                         |
| NLF                           | 24.8 kHz     | 알링턴, 워싱턴주 (미국)                    | 잠수함 통신에 사용.                            |
| NML                           | 25.2 kHz     | 라무르, 노스다코타주 (미국)                |                                                |
| PNSH                          | 14–25.2? kHz | 카라치 해안, 신드주 (파키스탄)             |                                                |